# Saint-Laurent-Lolmie
Saint-Laurent-Lolmie korábbi község Franciaországban, Lot megyében. Lakosainak száma 180 fő (2018. január 1.). Saint-Laurent-Lolmie Sauveterre, Tréjouls, Montcuq-en-Quercy-Blanc, Montlauzun, Saint-Cyprien és Montcuq községekkel határos.
2018. január 1-jén Saint-Cyprien és Lascabanes korábbi községgel egyesült és az így létrejött Lendou-en-Quercy új község része lett.

## Népesség
A település népessége az elmúlt években az alábbi módon változott:
| Lakosok száma | 273  | 219  | 200  | 228  | 202  | 195  | 191  | 196  | 181  | 180  |
|               | 1968 | 1975 | 1982 | 1990 | 1999 | 2006 | 2011 | 2013 | 2017 | 2018 |